# Douglas Hamilton, 8. Duke of Hamilton

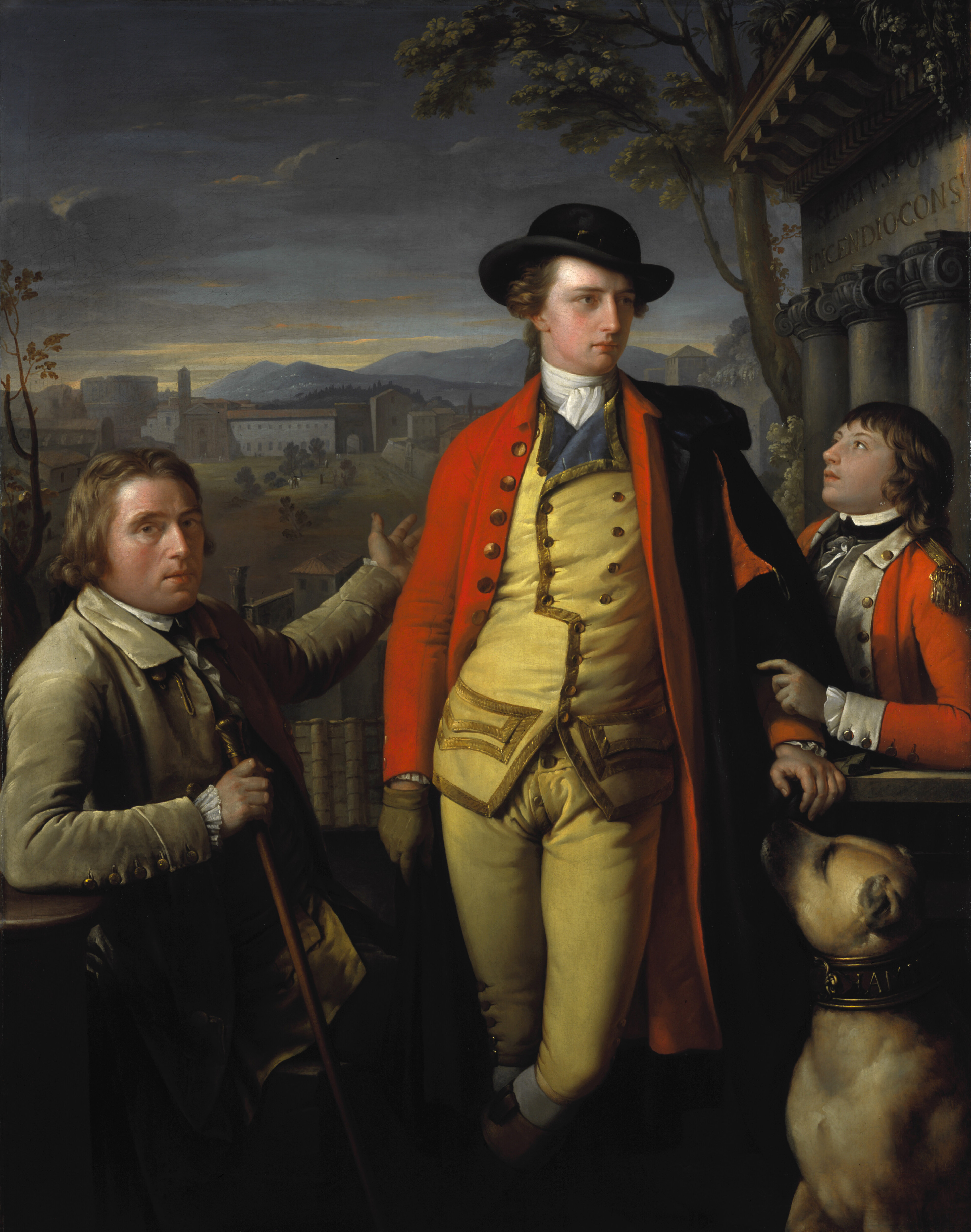
Gavin Hamilton: Dr. John Moore, Douglas Hamilton und Sir John Moore, Öl auf Leinwand, 1775/1776

Douglas Hamilton, 8. Duke of Hamilton, 5. Duke of Brandon (* 24. Juli 1756 im Holyrood Palace; † 2. August 1799 im Hamilton Palace) war ein britischer Adliger.

## Leben
Douglas war ein Sohn von James Hamilton, 6. Duke of Hamilton und dessen Gemahlin Elizabeth Campbell, 1. Baroness Hamilton of Hameldon. 1769 erbte er von seinem älteren Bruder James die Adelstitel Duke of Hamilton und Duke of Brandon, sowie die damit verbundenen nachgeordneten Titel. Douglas Hamilton wurde am Eton College ausgebildet. 1782 erhielt er einen Sitz im britischen House of Lords. Beim Tod seiner Mutter erbte er 1790 auch deren Titel als 2. Baron Hamilton of Hameldon. 1794 war er bis 1799 Lord-Lieutenant von Lanarkshire. Er diente in der britischen Armee und erreichte den Rang eines Colonel.
Er heiratete 1778 Elizabeth Burrell (1757–1837), Tochter des Peter Burrell. Die kinderlose Ehe wurde 1794 geschieden und Elizabeth heiratete erneut Henry Cecil, 1. Marquess of Exeter. Aus einer Beziehung mit Harriet Pye Bennett hatte er eine außerehelich geborene Tochter, Anne (1796–1844), die 1820 Henry Westenra, 3. Baron Rossmore heiratete. Der Titel Duke of Hamilton fiel bei Douglas’ Tod 1799 an dessen Onkel Lord Archibald Hamilton, der Titel Baron Hamilton of Hameldon fiel an seinen Halbbruder Lord George Campbell, den späteren 6. Duke of Argyll.